# William Petersen
William Louis Petersen (Evanston, 21 febbraio 1953) è un attore, produttore cinematografico e produttore televisivo statunitense noto principalmente per il ruolo di Gil Grissom in CSI - Scena del crimine.

## Biografia
Ha frequentato la Bishop Kelly High School a Boise, Idaho, e l'Università statale dell'Idaho, dove era entrato per una borsa di studio sportiva e dove ha scoperto quasi per caso il suo amore per la recitazione. Dopo la laurea si è recato in Spagna per uno studio sulla recitazione di Shakespeare. Dopo il suo ritorno negli USA nel 1980 la sua carriera inizia con il teatro, recitando allo Steppenwolf Theater di Chicago e fondando la Remains Theater Ensemble.
L'anno successivo è l'anno dell'incontro con il cinema e del debutto a Broadway. L'esordio al cinema con il film del 1981 Strade violente diretto da Michael Mann fece subito vedere la sua bravura in film basati su storie di crimine, che nel corso degli anni gli servirà per alcuni dei suoi più importanti lavori. Un altro film di buon successo interpretato da Petersen è Vivere e morire a Los Angeles, girato nel 1985, in cui interpreta un agente federale il cui scopo è dare la caccia ad un falsario che ha fatto uccidere il collega e amico. In questo film va inoltre rilevato il debutto cinematografico di John Turturro, allora ventottenne. Tra le parti che rifiutò, quella di Henry Hill in Quei bravi ragazzi andata poi a Ray Liotta.
Quando Mann lo chiama per il thriller Manhunter - Frammenti di un omicidio, il film dove compare al cinema per la prima volta il personaggio di Hannibal Lecter, per Petersen è una grande occasione per dimostrare la sua validità come attore. Manhunter sarà un flop al box office ma con gli anni diventerà un cult movie del cinema thriller. La sua carriera cinematografica prosegue con diversi film di cui alcuni di discreto successo come Young Guns II - La leggenda di Billy the Kid (1990), Paura (1996), The Skulls - I teschi (2000) ma senza ottenere una grande notorietà fino a quando nel 2000 diventa il protagonista della serie TV CSI - Scena del crimine con la quale nel ruolo di Gil Grissom, entomologo forense, raggiunge una notevole considerazione da parte del pubblico. Dopo aver abbandonato la serie a metà della nona stagione, tornerà nei panni di Grissom nel film TV che chiuderà la serie dopo 15 stagioni.
Il 3 febbraio del 2009, Petersen è stato onorato con una stella sulla Hollywood Walk of Fame. La maggior parte del cast e la troupe di CSI - Scena del crimine ha partecipato alla cerimonia. La sua stella si trova a 6667 Hollywood Blvd.

## Vita privata
È stato sposato dal 1974 al 1981 con Joanne Brady, con la quale ha una figlia, nata nel 1975. Il 14 giugno 2003 a Petrognano (Lucca), ha sposato Gina Cirone, insegnante di biologia, con la quale ha avuto due gemelli (un maschio e una femmina) nati nel luglio del 2011 da madre surrogata. Ha due nipoti, nati nel 2003 e nel 2009. Possiede inoltre una compagnia di produzione, la High Horse.
Durante la produzione di CSI - Scena del crimine è stato l'attore televisivo più pagato, con un compenso di 600.000 dollari a puntata. Il secondo posto era detenuto da Kiefer Sutherland che invece incassava 550.000 dollari a puntata.

## Filmografia

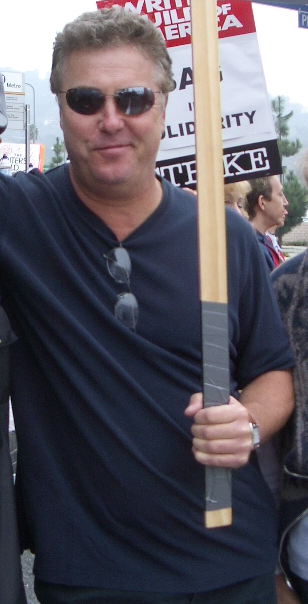
William Petersen nel 2007

### Attore

#### Cinema
- Strade violente (Thief), regia di Michael Mann (1981)
- Vivere e morire a Los Angeles (To Live and Die in L.A.), regia di William Friedkin (1985)
- Manhunter - Frammenti di un omicidio (Manhunter), regia di Michael Mann (1986)
- La protesta del silenzio (Amazing Grace and Chuck), regia di Mike Newell (1987)
- Cugini (Cousins), regia di Joel Schumacher (1989)
- Young Guns II - La leggenda di Billy the Kid (Young Guns II), regia di Geoff Murphy (1990)
- Un marito di troppo (Hard Promises), regia di Martin Davidson (1991)
- Saluti dal caro estinto (Passed Away), regia di Charlie Peters (1992)
- Curacao regia di Carl Schultz (1993)
- In the Kingdom of the Blind (In the Kingdom of the Blind, the Man with One Eye Is King), regia di Nick Vallelonga (1995)
- Paura (Fear), regia di James Foley (1996)
- Scomodi omicidi (Mulholland Falls), regia di Lee Tamahori (1996)
- Falsi paradisi - Kiss the Sky (Kiss the Sky), regia di Roger Young (1998)
- Inganno ad Atlantic City (Gunshy), regia di Jeff Celentano (1998)
- The Skulls - I teschi (The Skulls), regia di Rob Cohen (2000)
- The Contender, regia di Rod Lurie (2000)
- Detachment - Il distacco (Detachment), regia di Tony Kaye (2011)
- Cercasi amore per la fine del mondo (Seeking a Friend for the End of the World), regia di Lorene Scafaria (2012)

#### Televisione
- Ai confini della realtà (The Twilight Zone) – serie TV, episodio 1x51 (1986)
- Prima base (Long Gone), regia di Martin Davidson – film TV (1987)
- I Kennedy (The Kennedys of Massachusetts), regia di Lamont Johnson – miniserie TV (1990)
- Punto di svolta (Keep the Change), regia di Andy Tennant – film TV (1992)
- Ritorno a Colomba Solitaria (Return to Lonesome Dove), regia di Mike Robe – miniserie TV (1993)
- Fallen Angels – serie TV, episodio 2x04 (1995)
- Present Tense, Past Perfect, regia di Richard Dreyfuss – cortometraggio (1995)
- The Beast - Abissi di paura (The Beast), regia di Jeff Bleckner – film TV (1996)
- La parola ai giurati (12 Angry Men), regia di William Friedkin – film TV (1997)
- Una scala per il paradiso (The Staircase), regia di Karen Arthur – film TV (1998)
- Rat Pack - Da Hollywood a Washington (The Rat Pack), regia di Rob Cohen – film TV (1998)
- CSI - Scena del crimine (CSI: Crime Scene Investigation) – serie TV, 196 episodi (2000-2013) – Gil Grissom
- Haven - Il rifugio (Haven), regia di John Gray – film TV (2001)
- Senza traccia (Without a Trace) – serie TV, episodio 6x06 (2007) – Gil Grissom
- CSI: Immortality, regia di Louis Milito - film TV (2015)
- Manhattan – serie TV, 10 episodi (2015)
- CSI: Vegas - serie TV, 10 episodi (2021)

### Produttore
- Un marito di troppo (Hard Promises), regia di Martin Davidson (1991)
- Punto di svolta (Keep the Change), regia di Andy Tennant – film TV (1992)
- CSI - Scena del crimine (CSI: Crime Scene Investigation) – serie TV, produttore esecutivo (2004-2015)
- CSI: Immortality, regia di Louis Milito - film TV (2015) - produttore esecutivo

## Riconoscimenti
- 2001 "Alan J. Pakula Awards" per The Contender
- 2005 "Screen Actors Guild Awards" come Miglior attore in una serie drammatica per CSI - Scena del crimine

## Doppiatori italiani
Nelle versioni in italiano delle opere in cui ha recitato, William Petersen è stato doppiato da:
- Francesco Pannofino in CSI - Scena del crimine, The Contender, Senza traccia, CSI: Immortality, CSI: Vegas
- Fabrizio Pucci in Young Guns II - La leggenda di Billy the Kid, Manhattan
- Massimo Venturiello in Vivere e morire a Los Angeles
- Mario Cordova in Manhunter - Frammenti di un omicidio
- Gianfranco Gamba in Ai confini della realtà
- Massimo Rinaldi in Cugini
- Sandro Acerbo in La protesta del silenzio
- Luca Biagini in Paura
- Stefano Mondini in Scomodi omicidi
- Sergio Di Giulio in The Beast - Abissi di paura
- Sergio Di Stefano ne La parola ai giurati
- Roberto Chevalier in Falsi paradisi - Kiss the Sky
- Carlo Sabatini in Rat Pack - Da Hollywood a Washington
- Ermanno Ribaudo in The Skulls - I teschi
- Alberto Bognanni in Haven - Il rifugio
- Natale Ciravolo in Detachment - Il distacco
- Saverio Indrio in Cercasi amore per la fine del mondo